# Tratatul de la Turkmenchay
Tratatul de la Turkmenchay a fost un tratat de pace dintre Persia (Iranul contemporan) și Imperiul Rus care a pus capăt Războiului Ruso-Persan din 1826-1828 . A fost semnat la 10 februarie 1828 în Turkmenchay, Iran. Prin tratat Persia a cedat o serie de regiuni din sudul Caucazului: Hanatul Erevanului, Hanatul Nahicevan și ceea ce a mai rămas din Hanatul Talîș. Granița dintre Rusia și Persia a fost stabilită pe râul Aras. În prezent aceste teritorii cuprind Armenia, părțile sudice ale Azerbaidjanului, Nahicevan și provincia Iğdır din Turcia.

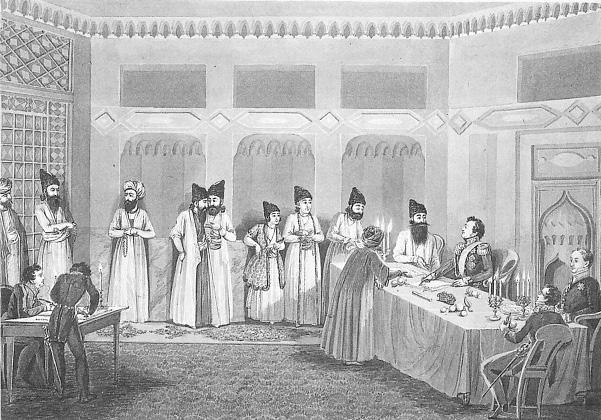
Ceremonia de semnare

Tratatul a fost semnat de prințul moștenitor Abbas Mirza și Allah-Yar Khan Asaf al-Daula (cancelarul șahului Fath Ali) din partea Persiei, și de generalul Ivan Paskievici din partea Rusiei. Ca și în cazul Tratatului de la Gulistan din 1813, Imperiul Rus și-a impus condițiile în urma victoriei militare asupra Persiei, Paskievici amenințând că va ocupa în câteva zile Teheranul dacă tratatul nu este semnat.
Prin tratatele de la Gulistan (1813) și Turkmenchay (1828) Rusia a reușit să cucerească toate teritoriile Iranului din Caucaz, inclusiv Daghestanul, estul Georgiei, Azerbaidjanul și Armenia de astăzi, regiuni care înainte de asta au făcut parte din statul persan timp de secole.
O consecință directă a acestor două tratate a fost ocupația rusă a teritoriilor date pe parcursul următorilor 180 de ani, cu excepția Daghestanului, care se află în componență Rusiei până în prezent. După destrămarea Uniunii Sovietice în 1991 în această zonă a Caucazului s-au format trei state independente: Georgia, Azerbaidjan și Armenia. O altă consecință importantă a fost separarea atât a azerilor, cât și a talîșilor în două state diferite: Azerbaidjan și Iran.

## Condițiile tratatului

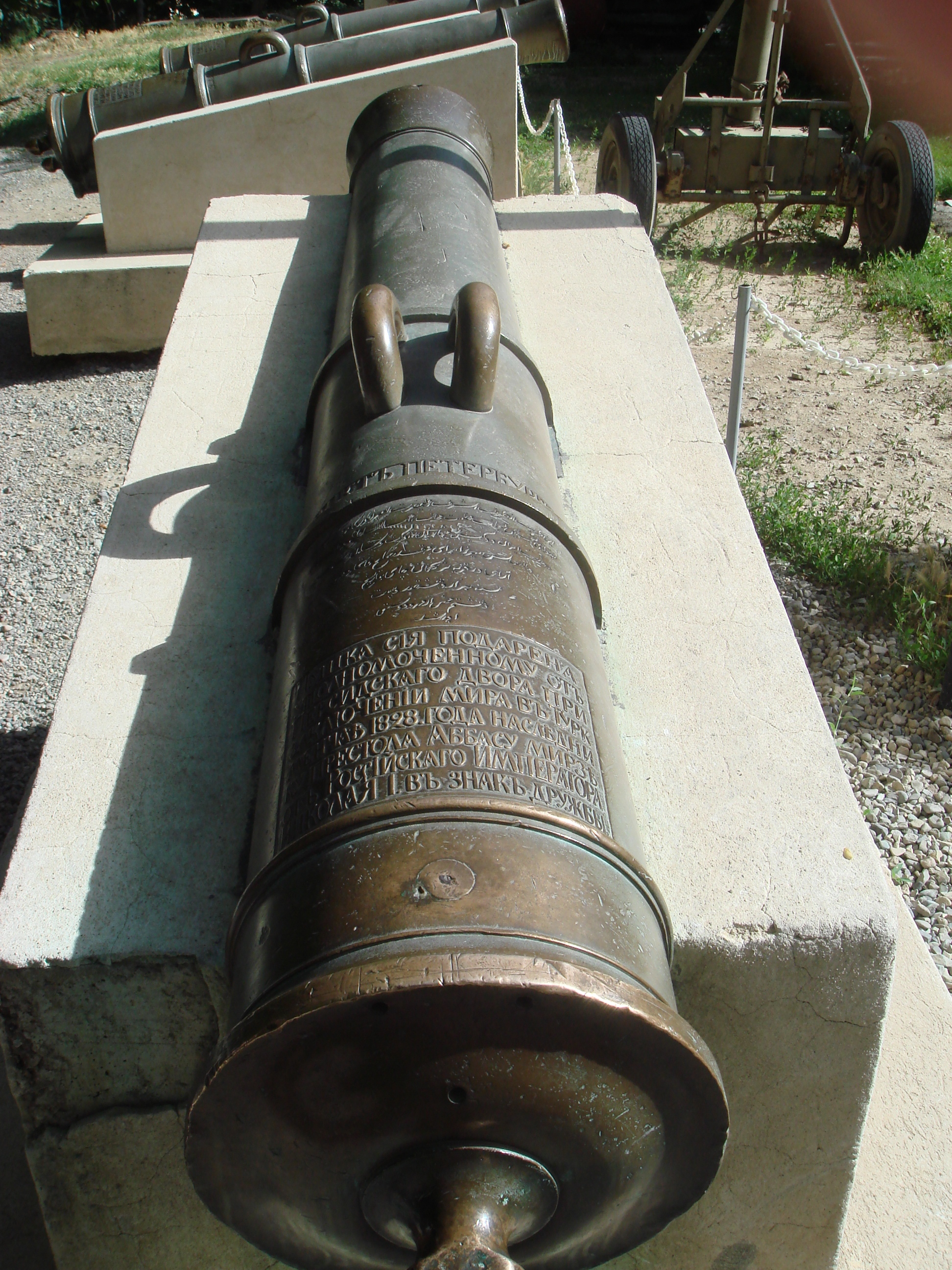
Tunul Tratatului de la Turkmenchay la Muzeul Militar din Teheran

- Articolul 3 și 4: Persia a cedat Rusiei Hanatul Erevanului (centrul Armeniei de astăzi), Hanatul Nahicevan (o mare parte din Republica Autonomă Nahicevan din Azerbaidjanul contemporan), Hanatul Talîș (sud-estul Azerbaidjanului), regiunile Ordubad și Mughan (de asemenea în componența Azerbaidjanului de astăzi) și s-au confirmat încă o dată cesiunile teritoriale făcute prin Tratatul de la Gulistan.
- Articolul 6: Persia a promis să plătească Rusiei 10 crore în aur sau 20 milioane de ruble de argint.
- Articolul 7: Rusia a promis să-l sprijine pe Abbas Mirza în calitate de moștenitor al tronului Persiei după moartea șahului Fath Ali (clauză care a devenit de prisos atunci când Abbas Mirza a decedat înaintea șahului).
- Articolul 8: Corăbiile militare persane au pierdut dreptul de a naviga în Marea Caspică, acesta devenind privilegiul exclusiv al Rusiei.
- Articolul 10: A fost confirmat din nou dreptul Rusiei de a trimite reprezentanți consulari și agenți comerciali oriunde în Persia.
- Articolul 13: Prevederi în privința schimbului prizonierilor de război.
- Articolul 15: Șahul Fath Ali a promis să nu persecute niciun locuitor sau oficial din provincia iraniană a Azerbaidjanului pentru acțiunile lor din timpul războiului sau al ocupației temporare rusești. În plus toți locuitorii din regiune au obținut dreptul de a se muta cu traiul din districtele persane în cele rusești sau invers (valabil timp de un an de la semnarea tratatului).

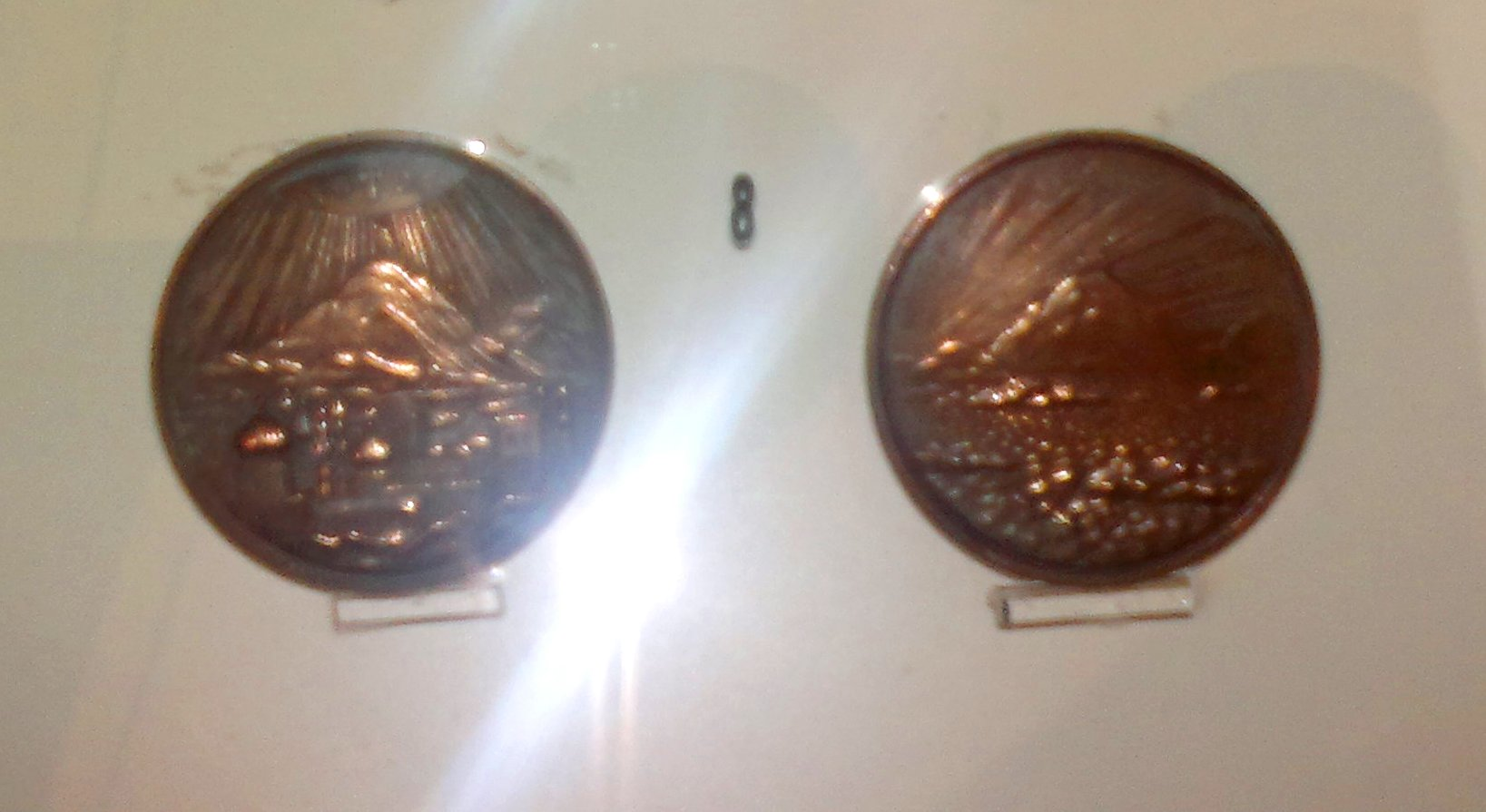
Medaliile comemorative ale tratatului Muzeul de Istorie a Azerbaidjanului, Baku

Tratatul a stipulat de asemenea strămutarea armenilor din Azebaidjanul iranian în Caucaz, ceea ce a inclus și eliberarea necondiționată a tuturor armenilor luați în captivitate de Persia începând cu anul 1804 sau 1795. Acest transfer de populație a înlocuit 20.000 de armeni care s-au mutat în Georgia între 1795 și 1827.

## Iranul și teritoriile cedate înainte de tratat
Din Cambridge History of Iran:
„Chiar dacă conducătorii din Iran nu dispuneau de mijloacele necesare pentru a-și impune suzeranitatea dincolo de Aras, hanatele vecine erau în continuare considerate dependențe ale acestuia. Anume hanatele amplasate în preajma provinciei Azerbaidjan sufereau cel mai des de pe urma încercărilor Iranului de a-și impune din nou suzeranitatea: Hanatul Erevanului, Nahicevan și Karabah de peste Aras, și Hanatul Talîș cu capitala la Lankaran, prin urmare foarte vulnerabil la atacuri din direcția orașelor Tabriz și Rasht. Dincolo de Karabah, hanul Ganjei și valiul Gurjistanului (conducătorul regatului Kartli-Kakheti din sud-estul Georgiei) erau de asemenea considerați vasali ai șahului, precum erau și hanii din Shakki și Shīrvān la nord de râul Kura. Aceștia, însă, nu puteau fi constrânși așa de ușor din cauza depărtării semnificative. Relațiile dintre Iran și hanatele Baku și Quba, pe de altă parte, erau mai restrânse, limitându-se doar la comerțul maritim cu orașele Anzalī și Rasht.

Eficiența acestor zvâcniri ale suzeranității iraniene a depins de abilitatea șahului respectiv de a-și face simțită voința, și de determinarea hanilor locali de a se sustrage de la niște obligații pe care ei le considerau drept oneroase.”

## Consecințe
Potrivit prof. Alexander Mikaberidze:
„Conform art. 4 Iran a cedat Hanatele Erevanului, Nahicevanului, Talîș, Ordubad și Mughan, acestea fiind adăugate la regiunile anexate de Rusia în urma Tratatului de la Gulistan (1813). Noua graniță dintre Rusia și Iran a fost declarată pe râul Aras. În art. 6-8 Iran a acceptat să plătească 20 milioane de ruble în argint și i-a oferit Rusiei dreptul exlusiv de a menține o flotă în Marea Caspică. Tratatul de asemenea garanta tratamentul preferențial al mărfurilor rusești, care nu erau competitive în Europa, pe piața iraniană. În art. 10 șahul a recunoscut dreptul Rusiei de a trimite reprezentanți consulari oriunde în Iran. Tratatul de la Turkmenchay a fost o recunoaștere definitivă a pierderii Caucazului de către Persia în favoarea Rusiei.”
O consecință directă a acestor două tratate a fost ocupația rusă a teritoriilor date pe parcursul următorilor 180 de ani, cu excepția Daghestanului, care se află în componență Rusiei până în prezent. După destrămarea Uniunii Sovietice în 1991 în această zonă a Caucazului s-au format trei state independente: Georgia, Azerbaidjan și Armenia. O altă consecință importantă a fost separarea atât a azerilor, cât și a talîșilor în două state diferite: Azerbaidjan și Iran.

## Masacrul de la ambasada rusă
După sfârșitul războiului și semnarea tratatului, în Persia au început să se răspândească sentimentele antirusești. La 11 februarie 1829 o mulțime furioasă a luat cu asalt ambasada rusă din Teheran și i-a ucis aproape pe toți cei din interior. Printre victime s-a aflat nou-numitul ambasador în Persia, Aleksandr Griboiedov, care pe lângă asta mai era și un compozitor renumit. Anterior acesta a jucat un rol important în cadrul negocierilor pentru semnarea Tratatului de la Turkmenchay.